# Charles-Joseph Chambet
Pour les articles homonymes, voir Chambet.
Charles-Joseph Chambet (Vourles, 6 septembre 1791 - Lyon 2e, 16 novembre 1867,) est un auteur dramatique, littérateur, libraire  et bibliophile français.

## Biographie
Libraire à Lyon, ses pièces ont été jouées au Théâtre des Célestins.

## Œuvres
- Le Conducteur de l'étranger à Lyon, 1815
- Almanach des muses de Lyon et du Midi de la France, 1822
- Le Langage de l'amour, en prose et en vers, 1822
- Tablettes historiques et littéraires, 1823
- Extrait du catalogue de la librairie de Chambet fils aîné, 1823
- Anecdotes du dix-neuvième siècle et de la fin du dix-huitième, la plupart secrètes et inédites, 1824
- Les Souvenirs d'un oisif, ou l'esprit des autres, 1824
- Amour et galanterie, vaudeville en 1 acte, avec Liénard, 1824
- Choix de caractères, anecdotes, petits dialogues philosophiques, maximes et pensées, 1828
- Laurette ou Trois mois à Paris, comédie-vaudeville en 3 actes et 3 époques, avec A.-F. Liénard et Eugène de Lamerlière, 1830
- Histoire de l'inondation, 1831
- Emblèmes des fleurs, ou Parterre de Flore, 1833
- Théodore, 1833
- Guide pittoresque de l'étranger à Lyon, 1836
- Nouveau guide pittoresque de l’étranger à Lyon, 1853